# تومومي فجيمرا
تومومي فجيمرا (藤村 智美) (30 مايو 1978 في هيوغو في اليابان – )؛ هي لاعبة كرة قدم كانت تلعب كمدافع. ولعبت مع منتخب اليابان لكرة القدم للسيدات.